# Schmallenberg

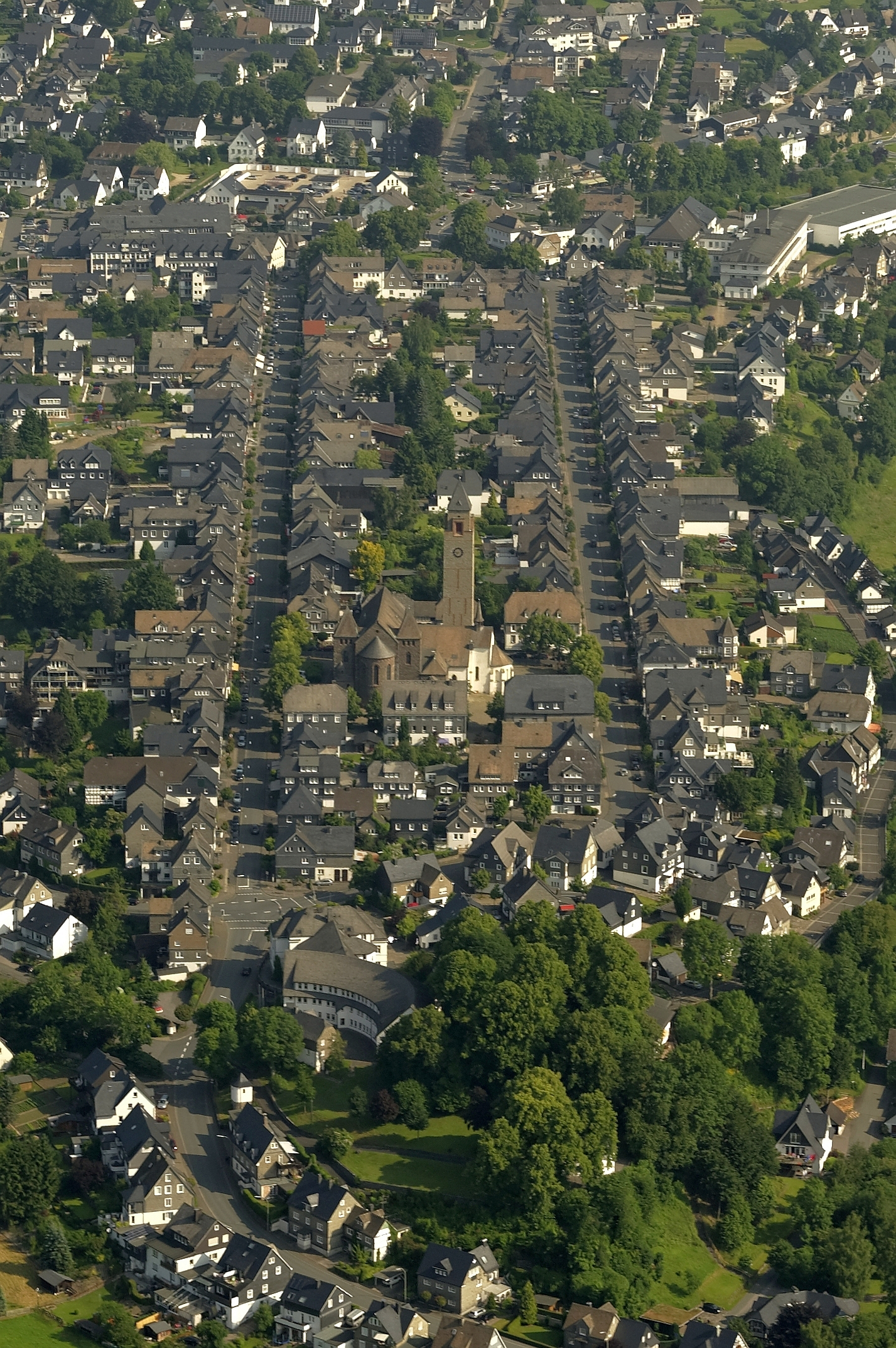
Schmallenberg City

Schmallenberg é uma cidade da Alemanha, capital do distrito de Hochsauerland, na região administrativa de Arnsberg, estado da Renânia do Norte-Vestfália.

## História
Em 1072 estabeleceu o mosteiro beneditino ao pé da Wilzenbergs município. Foi construído em 1200, perto de uma "Smale" pequeno castelo. 1244 recebeu Schmallenberg recebeu os direitos da cidade, um prefeito e um conselho em 1812, as muralhas da cidade foram derrubadas e os portões. Para um grande incêndio em 1822 queimaram 131 casas. Mais tarde, a cidade era um centro de Sauerland a indústria têxtil. Isso deu à cidade o apelido de Schmallenberg cidade de lotação. Hoje em dia, para além da indústria têxtil, em particular em meio dominado a indústria e comércio. A estrutura da atual cidade remonta à reorganização municipal em 1975. Naquela época, a cidade e da cidade de Schmallenberg Fredeburg foram fundidas em uma nova cidade.

## Cidades parceiras
- - Wimereux, 1972
- - Burgess Hill, 1988